# George Wesley Bellows

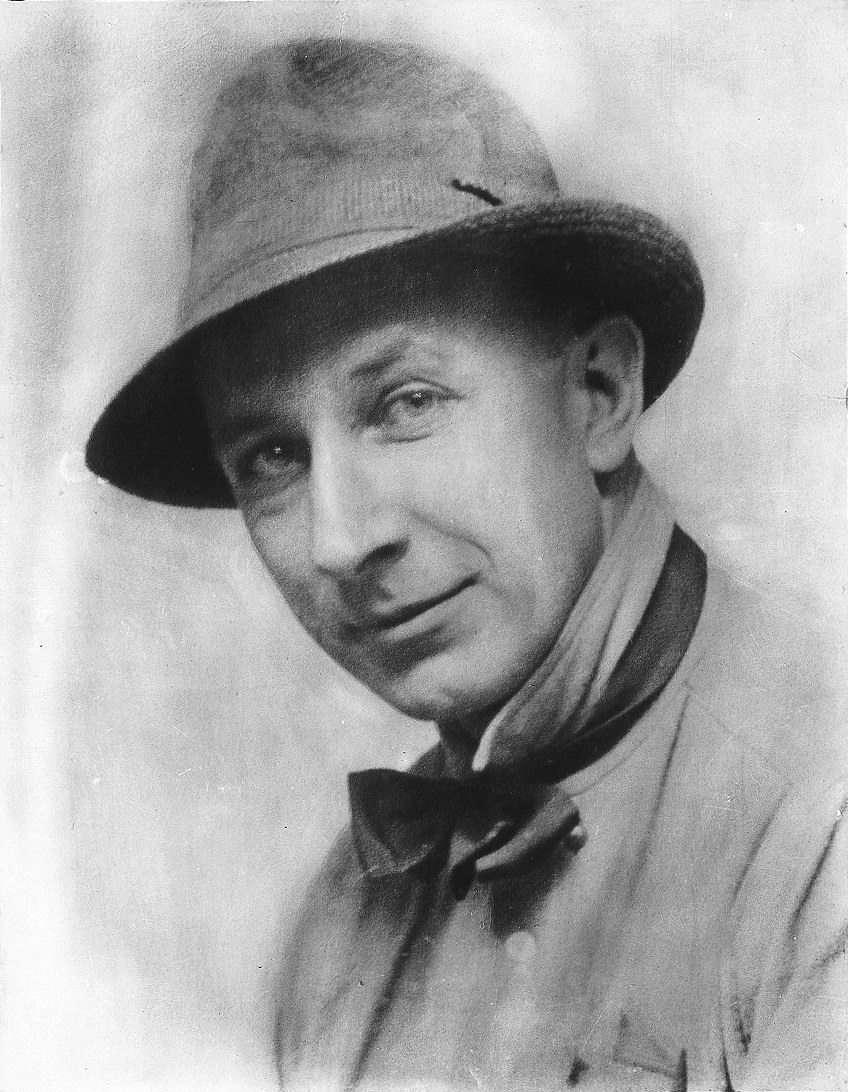
George Wesley Bellows

George Wesley Bellows (* 12. August 1882 in Columbus, Ohio; † 8. Januar 1925 in New York City) war ein amerikanischer Maler, Zeichner und Lithograf, der vor allem durch seine Bilder des Großstadtlebens in New York bekannt wurde. Durch seine Motivwahl wurde er der Ashcan School zugerechnet. Er war zudem einer der Hauptvertreter des Amerikanischen Realismus des frühen 20. Jahrhunderts.

## Leben

### Frühe Jahre und Ausbildung

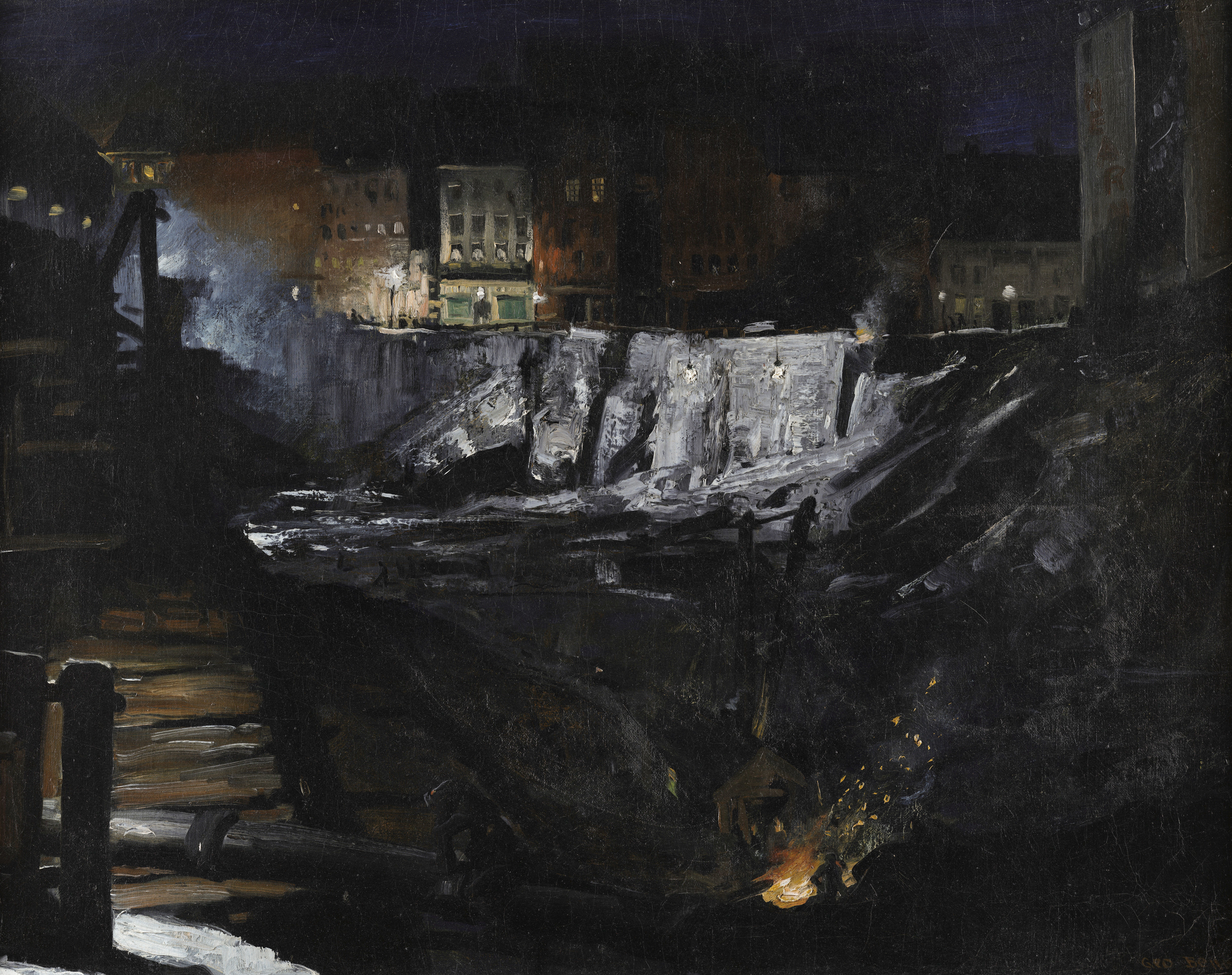
Pennsylvania Station Excavation by Night, 1909

George Wesley Bellows kam in einem gutbürgerlichen Haushalt in Columbus, Ohio zur Welt und war das einzige Kind seiner als konservativ beschriebenen Eltern. Sein Vater war Architekt und Baumeister, die Familie waren Nachfahren der Gründer von Bellows Falls in Vermont. Er studierte von 1901 bis 1904 englische Literatur an der Ohio State University, wo er zudem Basketball und Baseball spielte. In der Malerei wurde er vor allem durch seinen ersten Lehrer, den Amateurmaler J.R. Taylor, gefördert. Durch seine Arbeiten an den Jahresberichten motiviert verließ er die Universität ein Jahr vor seinem Abschluss, um Illustrator zu werden. Er kam 1904 nach New York City und schrieb sich an der New York School of Art des Malers William Merritt Chase ein und traf hier unter anderen auf seinen Lehrer und sein Vorbild Robert Henri, bei dem er ab 1909 Abendkurse belegte. Henri wurde sein lebenslanger Freund und Mentor, er bezeichnete ihn selbst als „my father“. 1910 verbrachte er zusammen mit Henri zeichnend einen Monat auf Monhegan Island in Maine, einem Ort, zu dem er in den folgenden Jahren oft zurückkehrte.
Robert Henri gehörte zu den Begründern einer Kunstrichtung, die später als „Ashcan School“ („Mülleimer-Kunst“) bekannt wurde. Er motivierte seine Schüler, sich ihre Inspiration im Großstadtleben zu holen und nach den hier gemachten Erfahrungen zu malen. Seine Vision war eine Kunst, die zu einer typisch amerikanischen und demokratischen Kunst führen sollte und damit im Gegensatz zu den Idealen des Amerikanischen Impressionismus stand. Bellows ließ sich auf diese Art der Malerei und Inspiration ein und übernahm die Philosophie seines Lehrers. Weitere einflussreiche Lehrer waren Hardesty Gilmore Maratta, der Bellows durch seine Farbentheorien beeinflusste, und Jay Hambridge, dessen Theorie der dynamischen Symmetrie im Mittelpunkt der späten Arbeiten Bellows stand.

### Wachsende Bekanntheit und Höhepunkt

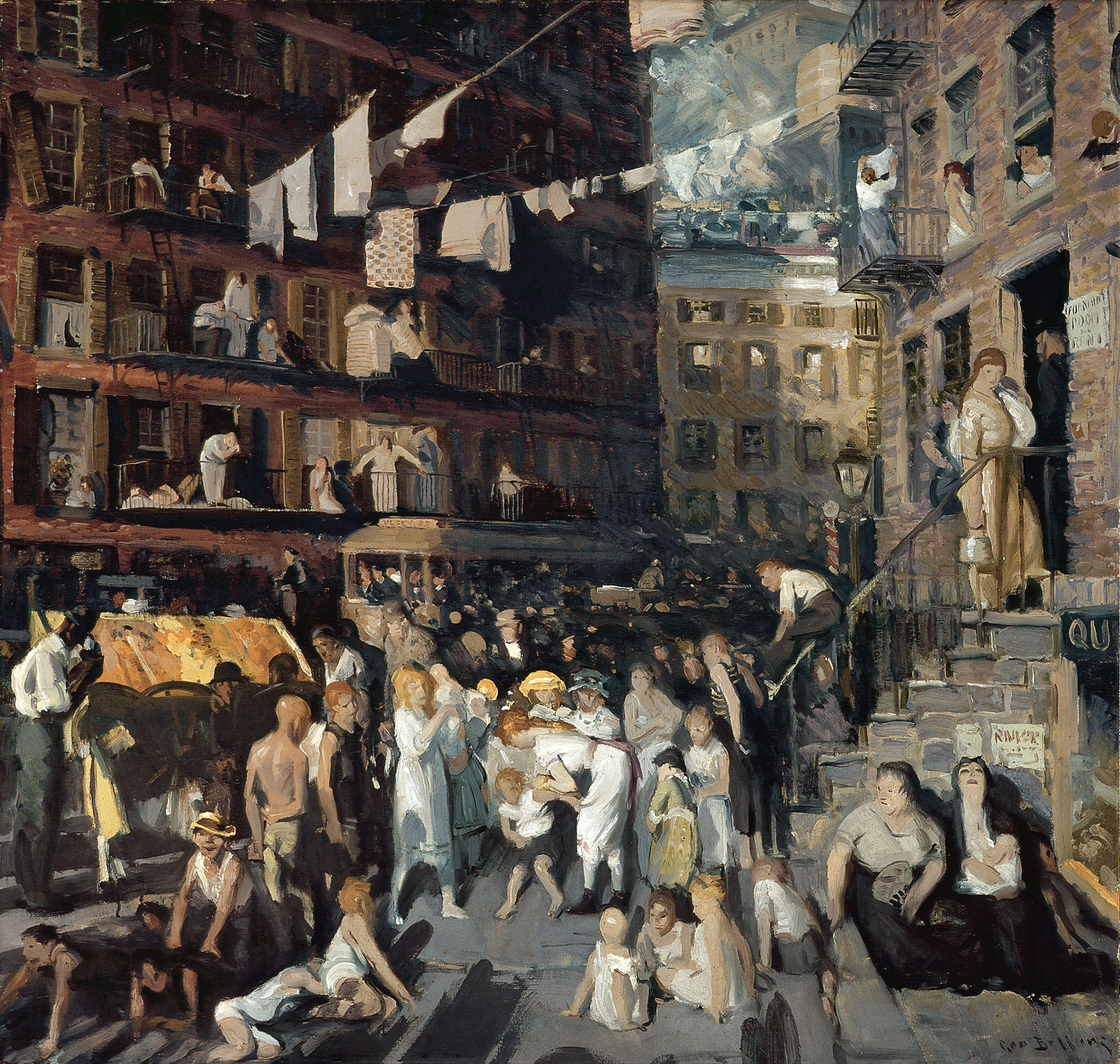
Cliff Dwellers, 1913

Nach nur fünf Jahren in New York City hatte sich Bellows durch einen eigenen Stil des Amerikanischen Realismus einen Namen erarbeitet und schuf vielbeachtete Arbeiten. 1907 entstand die erste seiner bekannten Serie Aushubarbeiten für die Pennsylvania Station und auch seine Boxerserie begann er zu dieser Zeit.
1908 begann er seine eigene Lehrtätigkeit an der University of Virginia, 1910 bis 1911 und später nochmals 1918 bis 1919 lehrte er an der Art Students League of New York Komposition und Aktdarstellung und von 1912 bis 1918 an der Ferrer School. 1909 wurde er das jüngste assoziierte Mitglied der National Academy of Design, wo er 1913 Vollmitglied wurde. Obwohl er kein Mitglied der Künstlergruppe The Eight seines Lehrers Robert Henri war, nahm er auch an der von diesem mitorganisierten Independent Artist Organisation 1910 teil, die sich vor allem gegen die etablierte Academy wendete. 1913 war er Mitorganisator und Aussteller auf der kontrovers diskutierten Armory Show. Ab 1911 war er zudem Mitglied der Association of American Painters and Sculptors und 1916 Gründungsmitglied der Society of Independent Artists.

### Familie und Tod
In seiner Zeit an der New York School of Art lernte Bellows seine spätere Frau Emma L. Story kennen. Das Paar heiratete 1910 und kaufte auf der Upper East Side in New York ein Haus, in dem in den folgenden Jahren ein Großteil seines malerischen Werks entstand. 1911 kam mit Anne das erste der beiden gemeinsamen Kinder zur Welt, die zweite Tochter, Jean, wurde 1915 geboren. 1920 kam Bellows erstmals nach Woodstock, New York und baute sich 1922 hier ein Haus mit Atelier, das er zunehmend als Arbeitsplatz nutzte. Seit 1918 war er Mitglied der American Academy of Arts and Letters.
Anfang Januar 1925 erlitt Bellows einen Blinddarmdurchbruch und starb am 8. Januar 1925 im Alter von 42 Jahren an einer dadurch hervorgerufenen Bauchfellentzündung. 
1926 ehrte das Metropolitan Museum of Art Bellows durch eine Sonderausstellung.

## Künstlerisches Werk

### Malerei

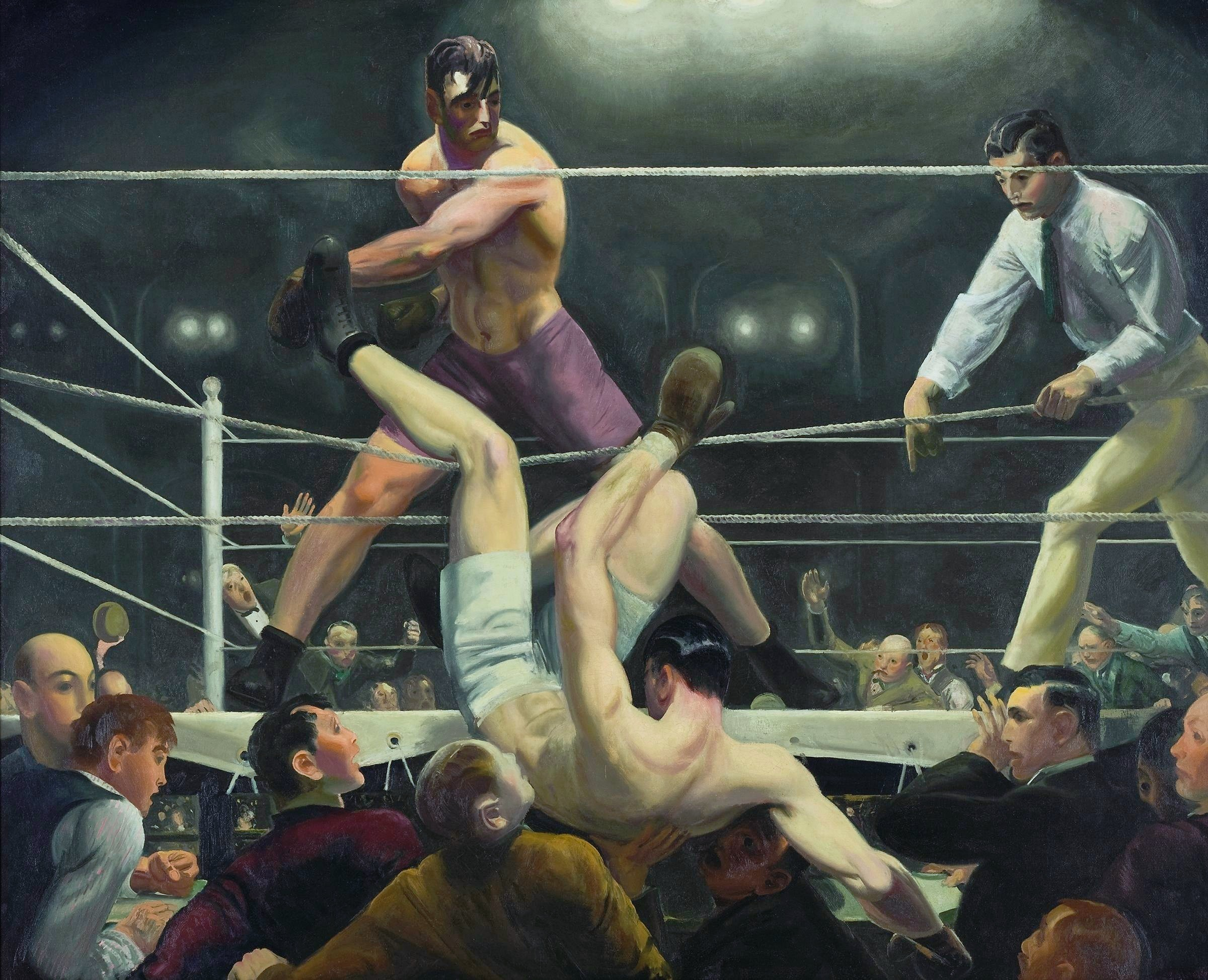
Dempsey and Firpo, 1924

Als begeisterter und aktiver Sportler stellten Sportdarstellungen immer wieder ein beliebtes Motiv seiner Arbeit dar, von denen vor allem seine Bilder von Boxkämpfen bekannt wurden. Daneben malte er jedoch auch Szenen aus anderen Sportarten wie Tennis oder Baseball.
Den Schwerpunkt seiner Arbeit stellten Szenen aus dem Großstadtleben New Yorks dar, vor allem Szenen aus dem Straßenbild und Kneipenbilder. Der in diesen Bildern präsentierte Großstadtstress wurde dabei durch seine rasche Pinselführung unterstrichen. Hauptfiguren dieser Malerei waren Arbeiter und Menschen im Straßengedränge, beliebte Motive außerdem Baustellen und Stadtlandschaften. In seinem späteren Werk malte er auch verstärkt Szenen am Hudson River und New Yorker Brücken und anschließend auch ruhigere Landschaftsbilder und Seestücke.

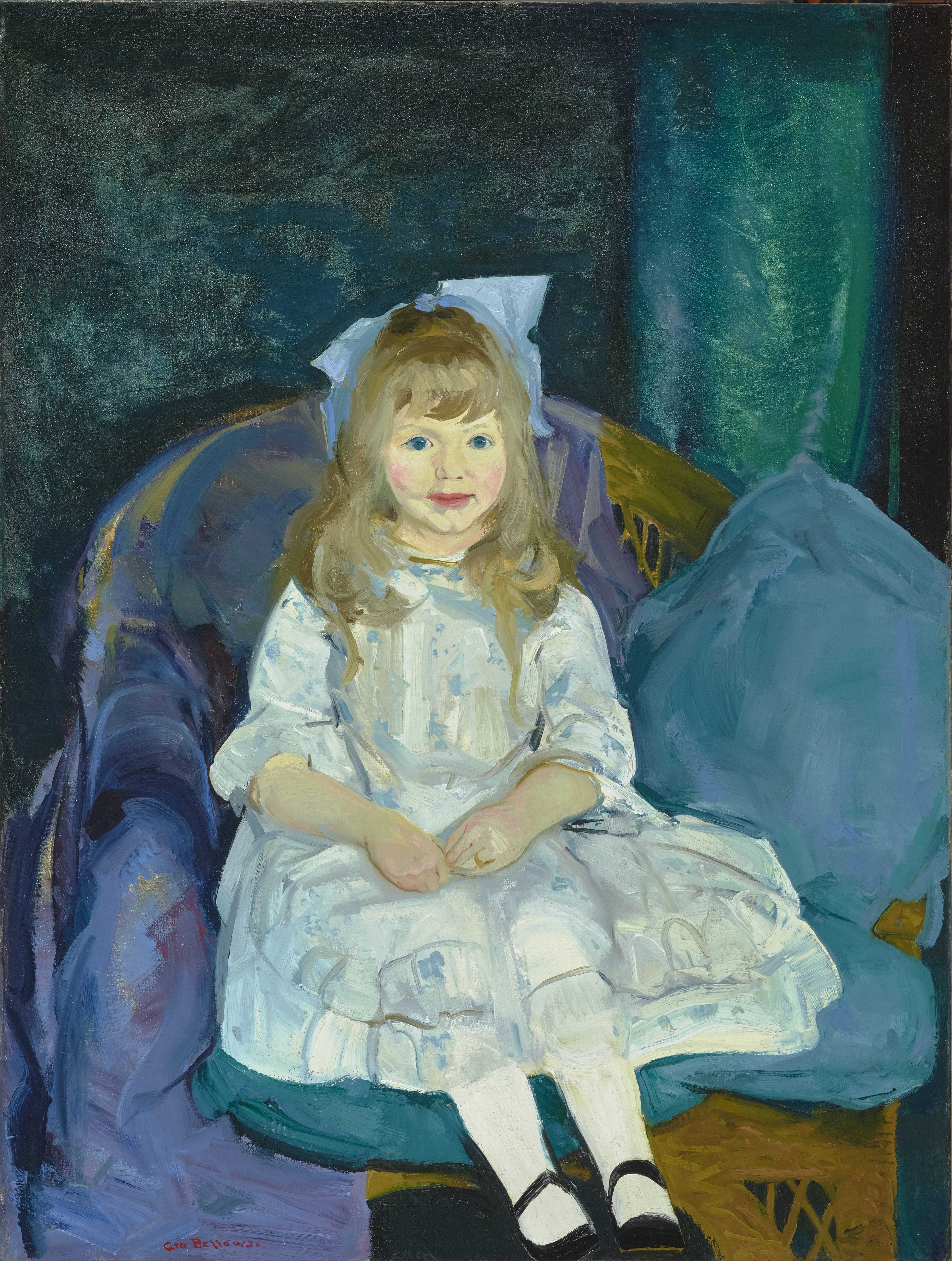
Portrait of Anne, 1915

Nach seiner Heirat und der Geburt seiner beiden Töchter widmete er sich zudem der Porträtmalerei, bei der seine Familie ein häufiges Motiv war. Die ruhigen Darstellungen in seinen Porträts stellen dabei einen sehr starken Gegensatz zu den unruhigen Sport- und Stadtdarstellungen dar.

### Zeichnung und Grafik
Während seiner gesamten Laufbahn arbeitete Bellows auch grafisch und als Illustrator für eine Reihe von Zeitschriften wie Harper’s Weekly, Collier’s, Vanity Fair, Metropolitan und, da er sich politisch zum Sozialismus bekannte, dem linken Magazin The Masses. Zudem schuf er eine große Anzahl an Skizzen und Zeichnungen, die er teilweise zu Lithografien umsetzte.
Ab 1916 begann er, sich nachdrücklich mit der Lithografie zu beschäftigen, die zu dieser Zeit in Amerika nur kommerziellen Charakter hatte. Bellows nutzte die Drucktechnik für die künstlerische Umsetzung seiner Ideen und schuf in Zusammenarbeit mit den Kunstdruckern George Miller und Bolton Brown über 170 Lithografien. Nach 1918 entstand eine umfassende Serie von Lithografien seiner Boxergemälde sowie karikaturistische Auseinandersetzungen mit dem Ersten Weltkrieg, bei denen er auch mit geografischen Gestaltungselementen, vor allem Gittern, experimentierte. Diese Arbeiten wurden als Wiederentdeckung der Technik für die Kunst betrachtet und Bellows wurde in Kritiken mit Künstlern wie Francisco de Goya und Honoré Daumier verglichen.

### Werkauswahl

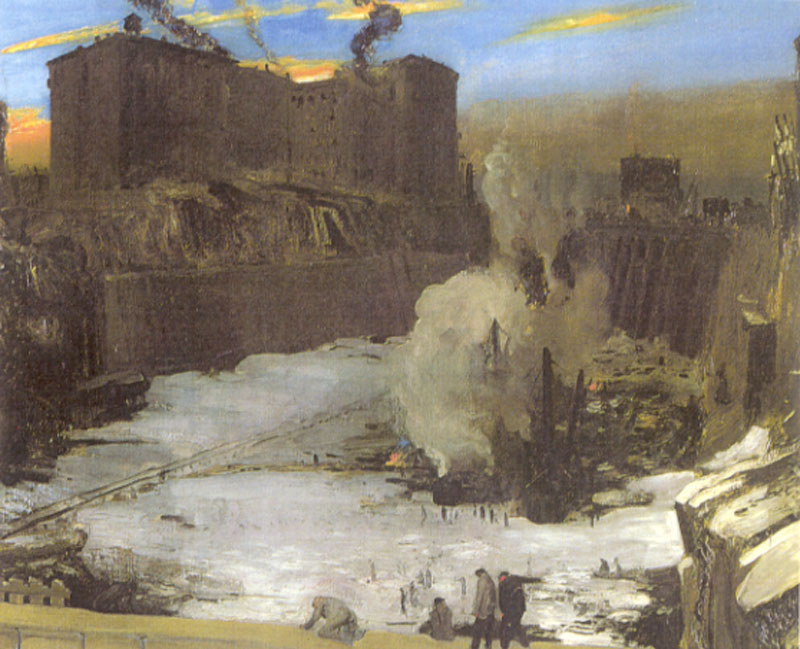
Pennsylvania Station Excavation (1907)
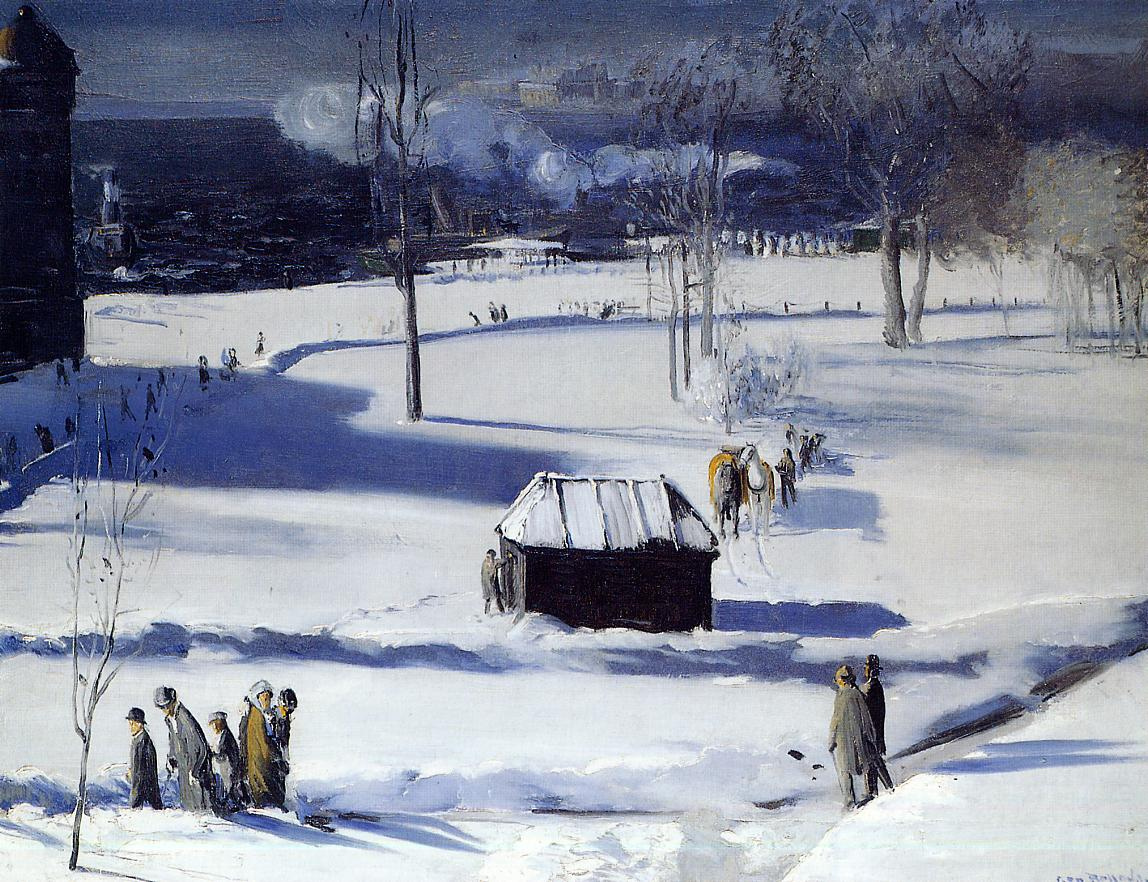
Blue Snow the Battery (1910)
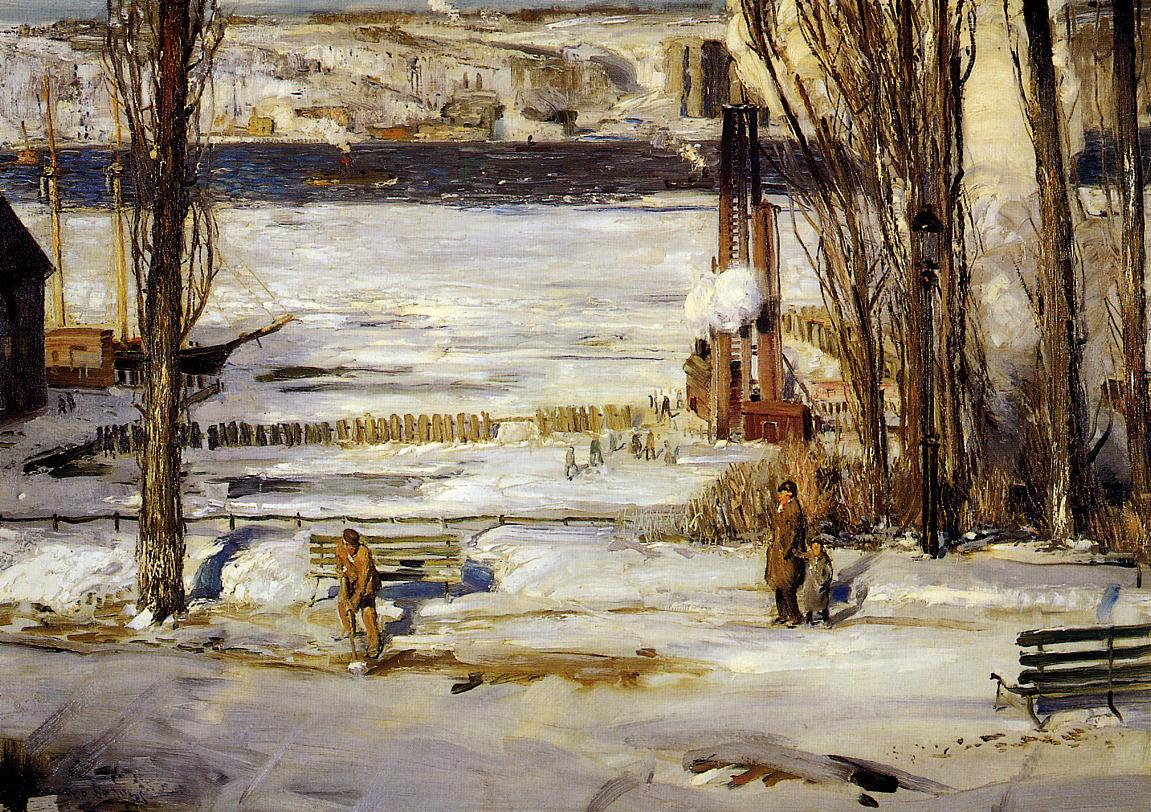
A Morning Snow Hudson River (1910)
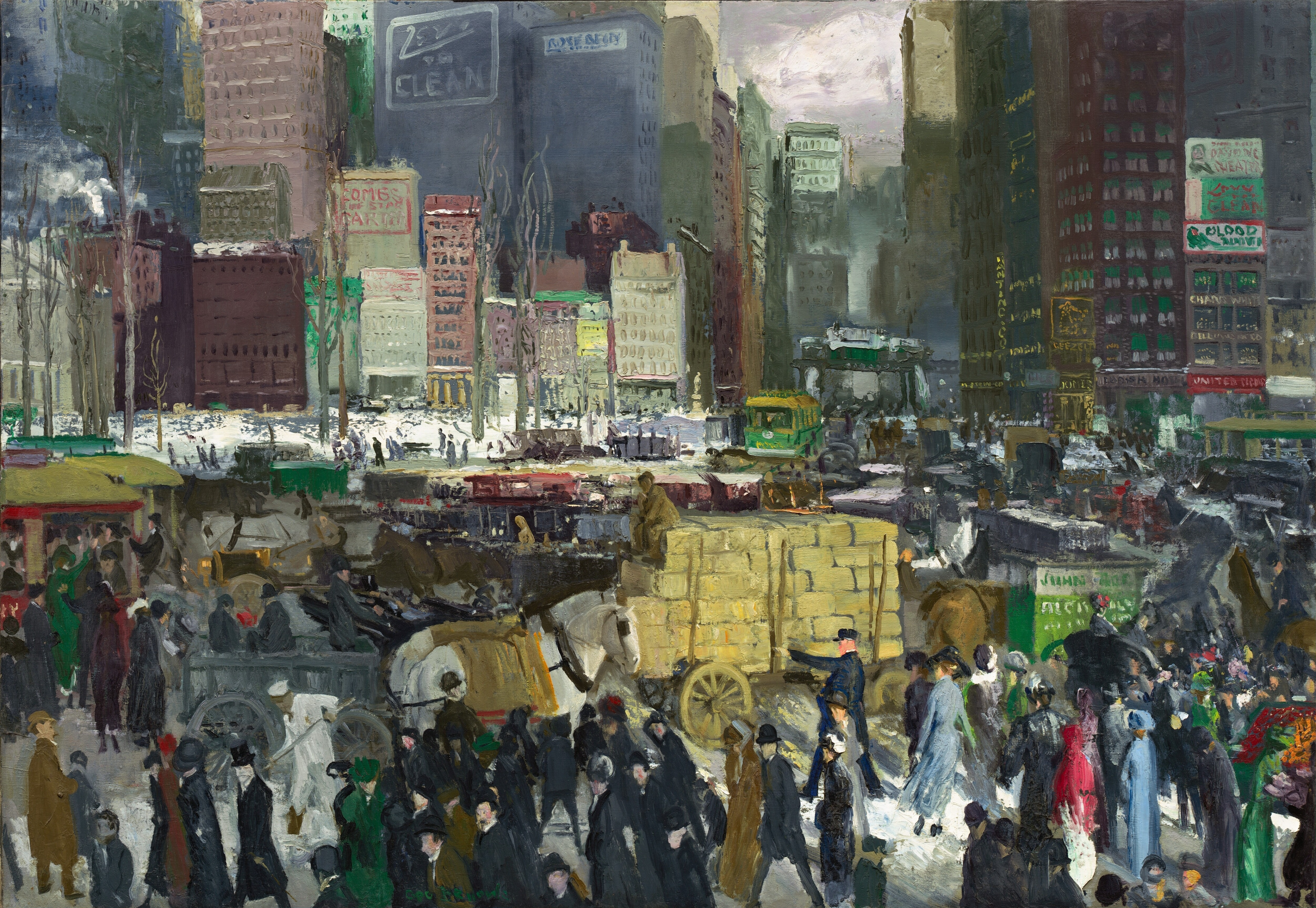
New York (1911)
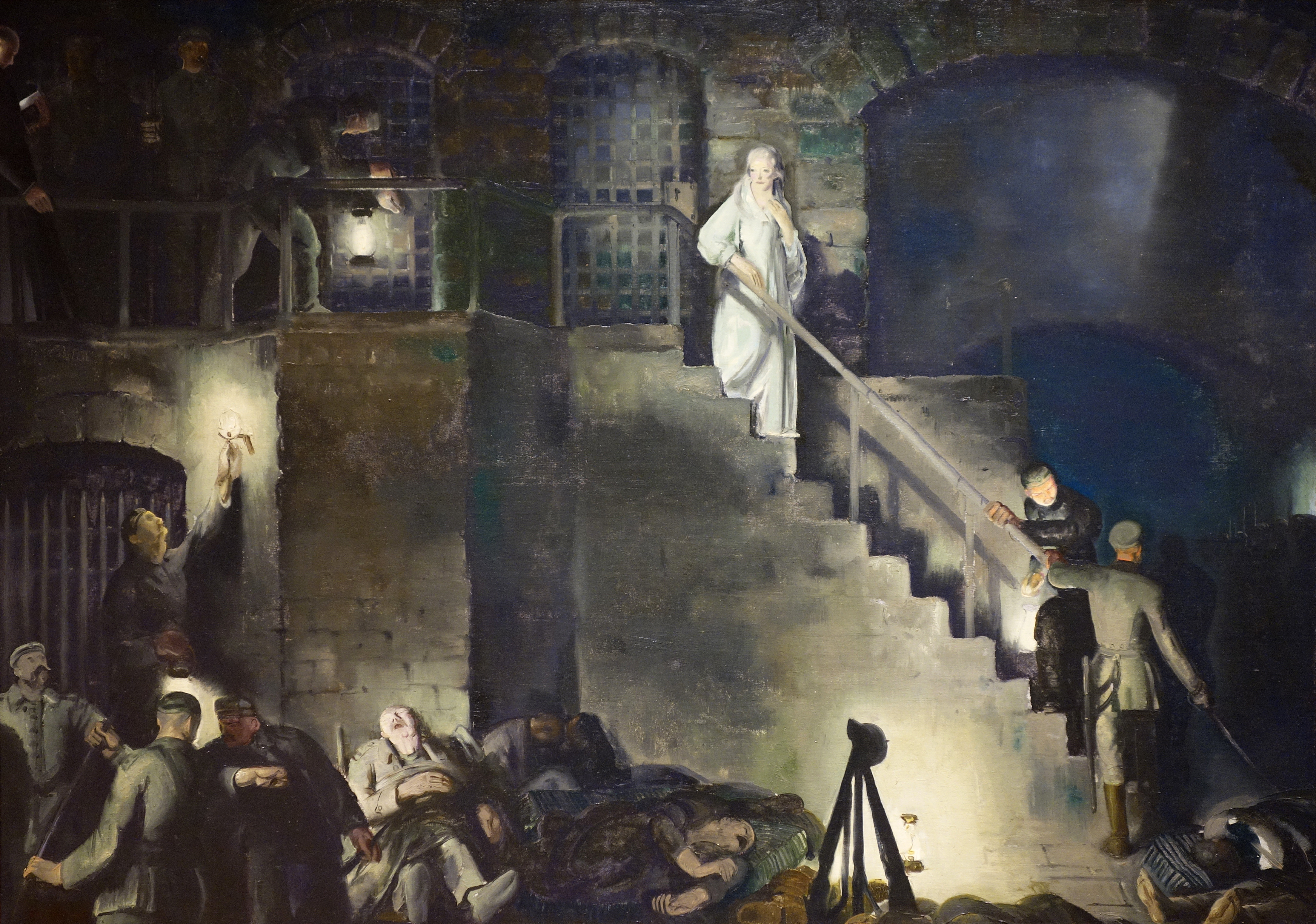
Edith Cavell (1918)
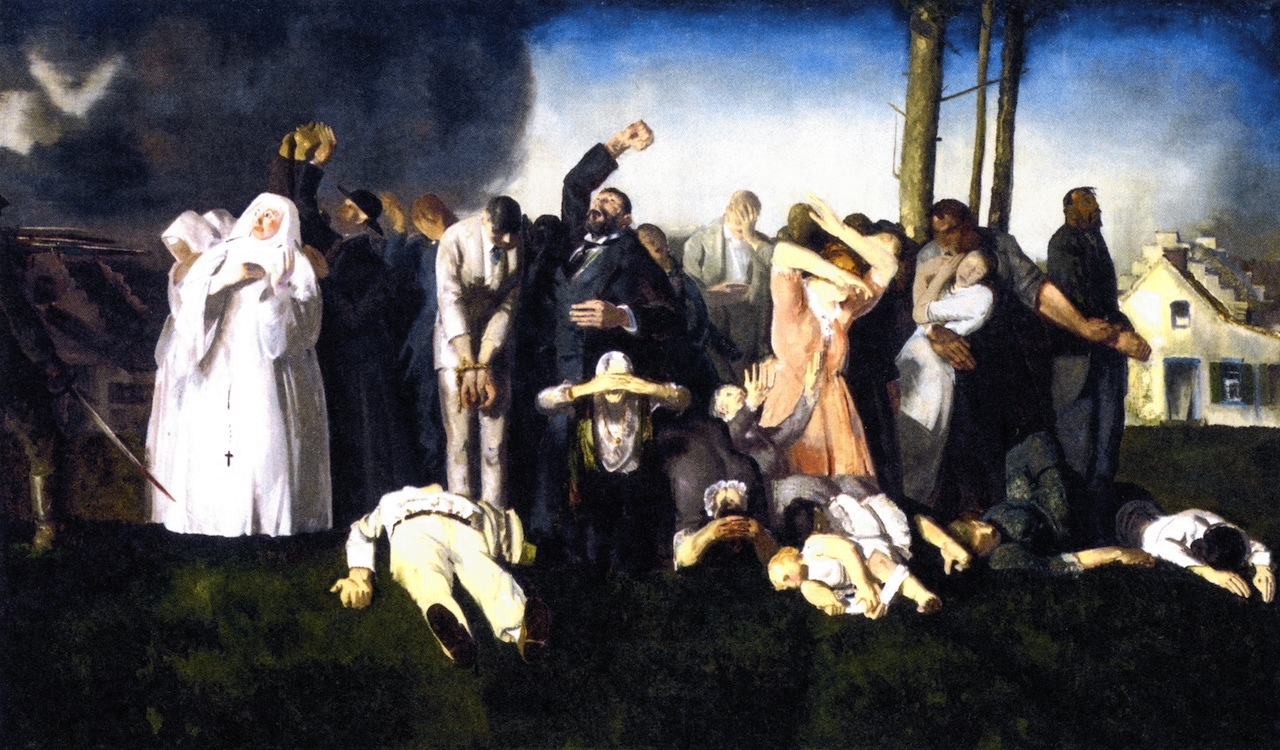
Massacre at Dinant (1918)
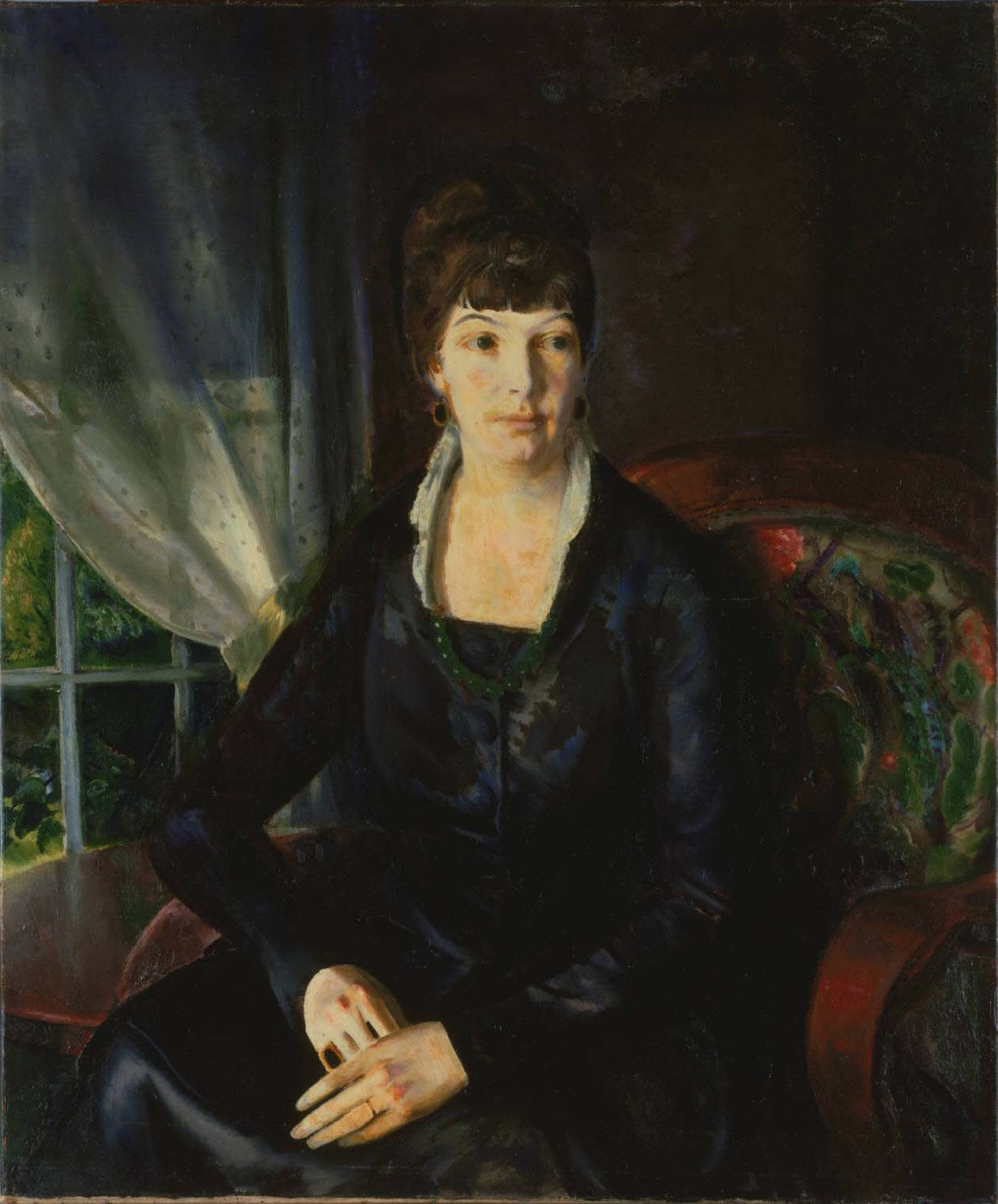
Emma at the Window (1920)
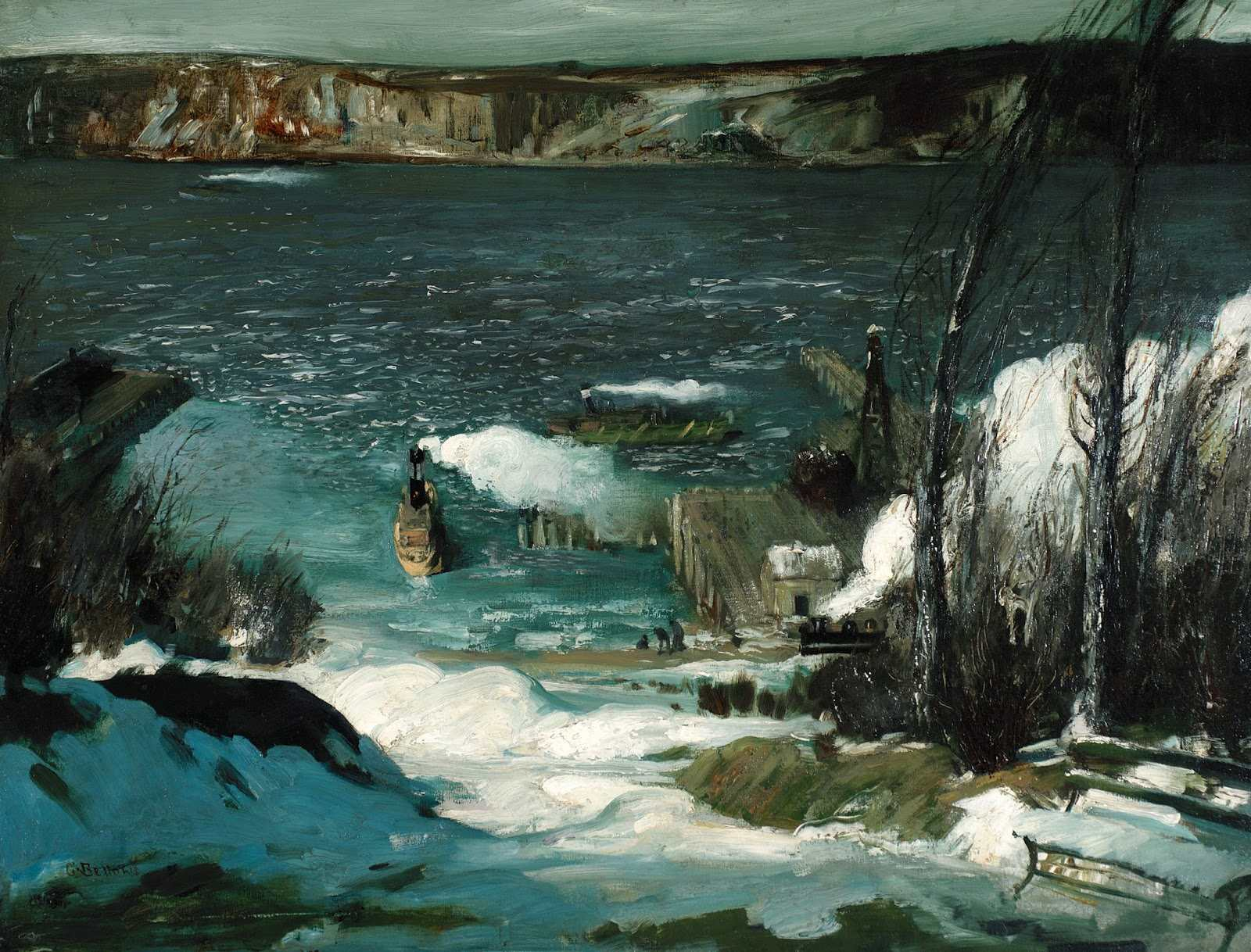
North River (1908)

## Ausstellungen
- 2013: George Bellows. Metropolitan Museum of Art, New York City; danach: Royal Academy of Arts, London.

## Weiterführende Literatur
- Marianne Dozema: George Bellows in Urban America. Yale 1992.
- Jane Myers, Linda Ayres: George Bellows. The Artist and his Lithographs, 1916–1924. Ausstellungskatalog Amon Carter Museum, New York 1988.
- Michael Quick et al.: The Paintings of George Bellows. Ausstellungskatalog Amon Carter Museum und Los Angeles County Museum of Art, New York 1992.